# Michael Leahy (istraživač)
Michael Mick James Leahy (Toowoomba, 26. veljače 1901. – Zenag, 7. ožujka 1979.), australski istraživač. Poznat je po otkriću planinskih predjela Papuanske Nove Gvineje.

## Životopis
Rodio se kao četvrto od devetero djece svojih irskih roditelja u gradu Toowoombi u Queenslandu, Australija. Od mladih dana radio je punom parom kako bi prehranio sebe i pomogao obitelji. Volio je život na otvorenom i tjelesni rad, ali mu se nije svidjelo što mora krpati kraj s krajem. Radio je kao željezničar. Čuvši glasine kako je na Novoj Gvineji pronađeno zlato, svu je teško stečenu ušteđevinu potrošio na brodsku kartu. Budući da je Edie Creek bio pod kolonijalnom upravom Australije, zlato je bilo dostupno svima koji bi po njega došli. Zbog velike navale Australci su cijelo područje podijelili u čestice i ždrijebom odlučivali gdje tko ima pravo kopati. Leahy je imao sreće i dobio je po dolasku u kolovozu 1926. odličnu česticu. Nakon trećega dana kopanja, zapisao je u dnevnik da se ošamutio kad je shvatio kako je u tri dana iskopao petnaest tisuća funti, za što bi mu na starom poslu na željeznici trebalo nekoliko života.
Zbog neprohodnih močvara, planina i džungle, Australce nije zanimala unutrašnjost Nove Gvineje. Naselili su se uz samu obalu. Planinski masiv činio im se nenastanjenim i nepristupačnim, pa nisu imali interesa ni sredstava za poduzeti ekspedicije koje bi ga istražile. Međutim, u središtu otoka nije bio jedan planinski masiv, nego više njih visokih između 3 000 i 4 000 m. Između njih bile su plodne doline. Tamo nije vladala tropska klima nego umjerena, alpska. Nije bilo komaraca ni tropskih bolesti, a travnjaci i crnogorične šume bili su iznimno plodno tlo za poljoprivredu. Tu je sve do tridesetih godina 20. stoljeća izolirano živjelo gotovo milijun ljudi. Poznavali su poljoprivredu na način cikličke obrade tla, gnojenje tla, navodnjavanje, sadili su taro, slatki krumpir i povrće. Domaće životinje bile su im svinje. Vjerovali su u duhove predaka i često međusobno ratovali.
Leahy je okupio malu momčad bijelaca i velik broj papuanskih nosača, pa se 1930. zaputio u unutrašnjost. Pronašao je plodne doline nastanjene tisućama ljudi koji nikad prije nisu vidjeli strance. Papuanci su zanijemili od užasa misleći da se njihovi preci vraćaju iz svijeta mrtvih. Leahy je zamijetio da svi muškarci nose lukove, strijele i kamene sjekire, da su ukrašeni školjkama te da imaju ožiljke od ratnih ozljeda. Iznenadio se vidjevši uredna i razvijena sela. Imala su dobro tetošene vrtove s grahoricama, krumpirima i šećernom trskom posađenima u pravilnim redovima. Odvodni kanali vodili su kroz vrtove i dalje izvan kućnih ograda. U dvorištima oko kuća bile su posađene banane i raznoliko cvjetno grmlje. U potrazi za zlatom Leahy je poduzeo niz istraživačkih ekspedicija u unutrašnjosti Papuanske Nove Gvineje između 1930. i 1934. godine. Tom je prilikom ostvario prvi kontakt s desecima dotada nepoznatih naroda. Iza njega dolazili su misionari i vladini službenici. Gorštaci Nove Gvineje vremenom su pacificirani i akulturirani. Poneke zabite i daleke doline u kojima su i dalje izolirano živjeli Papuanci nalazile su se sve do sedamdesetih godina 20. stoljeća.
Papuanci su tijekom prvih posjeta bili zgroženi pojavom bijelaca. Isprva su vrištali bježeći glavom bez obzira. Ubrzo su se prvi drznuli približiti i shvatili kako im pridošlice ne žele nauditi. Među crnim nosačima neke bi žene prepoznale preminulog sina. Kad su bijelci podigli kamp, jedan od njih je otišao do potpuno osušenog drveta u blizini i odsjekao ga sjekirom kako bi se naložila vatra. Papuanci su živote provodili na relativno malom prostoru i poznavali su svaki kamen i drvo. Drvo je davno prije posadio starac koji je preminuo. Gorštacima je to bio očit znak da je bijelac koji je posjekao drvo upravo taj starac koji je uzeo što mu pripada. Bijelci su se kupajući u rijeci nasapunali toliko da bi se sve pjenušalo. Brđanima je bilo razvidno kako se radi o gnojnoj pjeni koja izlazi iz tijela mrtvaca. Leachy je jednom otišao do rijeke i u njoj ispirao zlato. Uzimao je prašinu iz rijeke, ispirao ju na pladnju i uzimao neke komadiće. Papuanci su kremirali svoje pretke i pepeo im bacali u rijeke. Stoga su mislili kako su se duhovi predaka vratili uzeti što je njihovo. Njihove je teorije definitivno potvrdio prizor u kojem jedan od bijelaca vadi umjetno zubalo iz usta. To ih je toliko zaprepastilo da su se opet razbježali na sve strane vrišteći. Znali su da se zubi mogu izvaditi iz lubanje mrtvaca, ali nikako iz lubanje živog čovjeka.
Papuanci materijal od kojeg su napravljeni šatori nisu mogli usporediti ni s čim njima poznatim osim oblaka. Stoga su mislili kako su ti bijeli šatori izrađeni od oblaka. Vidjeli su bijelce kako jedu i piju, ali nisu znali kako vrše nuždu kad imaju hlače. Kad je nakon nekoliko dana boravka kod jednog plemena Leahyeva ekspedicija napustila njihovo ozemlje dalje tragajući za zlatom, gorštaci su temeljito istražili sve u krugu kampa. Sve što je ostalo bijelcima (vrećica od čaja, ugasla šibica ili čep od konzerve) stavili su u posebnu torbu (bilum) i posvetili kroz cijeli niz obreda. Vjerovali su kako im kroz te stvari duhovi emitiraju svoju moć i snagu, pa su to posebno koristili kad su išli u rat. Kad su prekopali svu zemlju, pronašli su i zahod. Ustvrdili su kako je koža bijelaca drukčija, ali im izmet smrdi jednako kao i njima.
Mnoga je plemena bunila činjenica da je većina duhova crna poput njih, a nekolicina bijela ni poput čega što po znaju. Stoga su zaključili da su crnci duhovi predaka, jer su nalik njima, a bijelci su mitska bića. Prema mitu o postanku plemena Mikaru, strašni div Souw bio je ljut na svoje ljude. U mitsko doba početaka neke su ga poglavice zatekle kako ima spolni odnos sa svojom kćeri. Souw je postiđeno i pobješnjelo pobjegao, a Mikaru su znali da će se jednom vratiti i da će tada nastupiti kraj svijeta. Stranci su imali velike pse i bijelu zmijsku kožu baš kao i Souw. Mnogi su gorštaci, poput onih iz plemena Asaro i Kafe, mislili da bijelci imaju goleme spolne udove. Njihova je tradicionalna odjeća od lišća pokrivala samo spolni ud. Kad su dakle vidjeli da bijelci imaju hlače do poda, mislili su da im je spolni ud toliko dugačak da ga moraju omotati oko nogu i pokriti ga da se ne vidi. Budući da su bijelci nosili i košulje, vjerovalo se da spolni ud omataju i oko struka. Žene su sumanuto bježale čim bi ugledale bijelca. Prema mitu o postanku plemena Kafe, bijeli div Hefioza živio je u pećini na brdu iznad njihova sela, a imao je golem spolni ud koji mu je onemogućavao kretanje. Jednoga je jutra ugledao ženu u polju i pustio spolni ud da se odmota niz brdo sve do nje. Kad ga je žena osjetila između svojih nogu, zgrabila je kamenu sjekiru i nasjekla spolni ud na komade. Prvi se komad pretvorio u taro, a sljedeći u jam, bananu, tapioku i šećernu trsku. Žena tu nije stala nego je sjekla spolni ud sve dok nije postao normalne veličine. Hefioza je dotada umro, a žena ga je čarobnim napitkom oživjela i vjenčala se s njim, a njihova djeca preci su naroda Kafe. Neka su plemena diljem novogvinejskih planina vidjela bijelce kao stvoritelje.
Nakon dvije godine ekspredicija u planine, i to isključivo pješice, Leahy je uz pomoć stotina gorštaka izgradio prvu zrakoplovnu pistu, u mjestu Telefominu. Jednoga dana kad je gradnja piste dovršena, Papuanci su začuli neobičnu buku kakvu nisu poznavali. Isprva su mislili da dolazi iz podzemlja ili da je neko neprijateljsko pleme bacilo uroke na njih. Potom je netko na nebu zamijetio golemu pticu kako se približava. Bili su sigurni da je došao smak svijeta o kojem govore njihovi mitovi. Počeli su ubrzano obredno žrtvovati svinje. Čekali su kraj, ali on se nije događao. Ugledali su čovjeka kako ispada iz velike rajske ptice. Vidjevši kako čovjek iz ptice vadi kutije pune školjki koje im predstavljaju najveće blago, pomislili su da ta ptica nije došla uništiti svijet. Okružili su ju, približili joj se i uvidjela da je građena od najtvrđeg kamena i da nema perja. Neki su čak zavirivali pod stražnji dio ne bi li utvrdili kojeg je ptica spola. Leahy je iz nje izvadio mnoštvo zanimljivih stvari i školjki te ih podijelio domorocima nastojeći zadobiti njihovo povjerenje. Predložio je jednom poglavici poći s njime jedan dan u civilizaciju, na što je ovaj pristao. Nikad nije pomišljao da izvan njegovih planina postoji svijet, a sad je išao tamo. Ostao je zapanjen ugledavši more za koje je isprva mislio da je neki čudan oblik neba. Sve školjke koje njima znače bogatstvo na plaži leže razasute i nitko ih ne uzima. Neizmjerno se čudio provozivši se u automobilu, isprobavši hladnoću hladnjaka i čuvši gramofon. Najveće čudo od svega što je vidio bio mu je električni prekidač. Zapanjen je ostao satima kraj prekidača i neprestano palio i gasio svjetlo. Kad se sutradan vratio svojim ljudima, nisu mu vjerovali o čemu on to priča. Povjerovali su mu kad im je dao kušati morsku vodu koju je donio u nekoj čudnoj boci.
Vremenom su prve Papuanke stupale u spolne odnose s bijelcima, pa se ispostavilo da su to ipak obični ljudi. Gdje god su kampirali bijelci su žicom ogradili kamp. Kad su razvukli žicu, pokazali su što će se dogoditi bilo kome tko se usudi prijeći. Doveli su svinju do žice, bijelac je uzeo štap, nešto je prasnulo i svinja je pala mrtva. Papuanci su bili u šoku od te magije, ustvari pucanja iz puške, pa se nisu usuđivali prelaziti crtu razgraničenja. Međutim, odvažnost se kod njih veoma cijenila i željeli su doći do školjki. Vremenom su sukobi postali učestaliji, pa je Leahy morao upucati kradljivce kako bi spriječio pobunu. U svojim zapisima je zabilježio da su on i njegova družina nevoljko ubili 41 Papuanca, ali točan broj vjerojatno je bio veći. Gorštaci su zapanjeni bijelcima relativno brzo prihvatili kršćanstvo. Leahy je jedan od prvih Europljana koji se popeo na Giluwe, najvišu papuansku planinu. To je bilo 1934. godine. Po odlasku Leahya i družine iz planina za gorštake je nastupilo zlatno doba. Opskrbljeni svom silom školjki mogli su puno češće upriličivati ceremonije i mnogo se raskošnije ukrašavati.
Leahy je napustio planine siguran da u njima nema zlata. Shvatio je vrijednost svog otkrića pa je 1935. godine otputovao u Royal Geographic Society u London tražiti potvrdu, prepoznavanje i priznanje za svoj istraživački rad. Objavio je knjigu o svom putovanju, ali ona nikad nije doživjela uspjeh. Tijekom Drugog svjetskog rata bio je član australskog zrakoplovstva. Za zasluge tijekom rata odlikovan je američkim brončanim odličjem slobode (US Medal of Freedom with bronze palm) 1948., godine 1952. postao je članom Reda Britanskog Carstva (Order of the British Empire), a 1959. honorarnim članom Istraživačkog kluba (The Explorers Club). U Papui je proveo ostatak života bez većih uzbuđenja. U nemirnoj starosti dotukla ga je činjenica da je velika zlatna žila mnogo veća od Edie Creeka ipak pronađena u planinama, kod Tabubila. 1983. nagrađen je dokumentarni film Prvi kontakt (First Contact) o istraživanju doline Wahgi i planine Hagen, nastao na temelju Leahyevih snimki. Saznanja Michaela Leahya bila su značajan izvor informacija hrvatskom pustolovu Davoru Rostuharu na njegovom putovanju u Papuansku Novu Gvineju u kolovozu 2006. godine.